# Syrphophagus celia
Syrphophagus celia är en stekelart som först beskrevs av Girault 1917.  Syrphophagus celia ingår i släktet Syrphophagus och familjen sköldlussteklar. Inga underarter finns listade i Catalogue of Life.